# 萨克拉桌山
萨克拉桌山（英語：Sacra Mensa）是火星卢娜沼区卡塞谷南北河道之间的一处台地，中心坐标位于西经66.5度、北纬24.6度附近，直径100公里的沙罗诺夫陨击坑位於其东面。